# ستراد بينك 2025
ستراد بينك 2025 (بالإيطالية: Strade Bianche 2025) هو سباق دراجات هوائية من فئة  1.1، وهو الموسم التاسع عشر من ستراد بينك، وأقيم في 8 مارس 2025 ضمن سباقات طواف العالم للدراجات 2025.
فاز بالمركز الأول تادي بوجار، وحلَّ في المركز الثاني توم بيدكوك، بينما جاء تيم فيلانز في المركز الثالث.

## الفرق
| فرق عالمية (18)- EF Education-EasyPost - Alpecin-Deceuninck - Arkéa-B&B Hotels - XDS Astana Team - Bahrain-Victorious - Cofidis - Decathlon AG2R La Mondiale Team - Groupama-FDJ - Ineos Grenadiers - Intermarché-Wanty - Lidl-Trek - Movistar Team - Red Bull-BORA-hansgrohe - Soudal Quick-Step - Team Picnic-PostNL - Team Jayco AlUla - Team Visma \| Lease a Bike - UAE Team Emirates XRG فرق برو (7)- Israel-Premier Tech - أونو-إكس موبيليتي ‏ - Lotto - فريق الدراجات Q36.5 ‏ - Team Solution Tech–Vini Fantini ‏ - إيولو كوميت ‏ - سويس ريسينغ أكادمي ‏ |  |
| |  |

## المشاركون
| UAE Team Emirates XRG UAD                   | UAE Team Emirates XRG UAD | UAE Team Emirates XRG UAD |
| ------------------------------------------- | ------------------------- | ------------------------- |
| م                                           | عداء                      | مرتبة                     |
| 1                                           | تادي بوجار (طريق)         | 1                         |
| 2                                           | فيليبو بارونسيني          | لم يكمل السباق            |
| 3                                           | إسحاق ديل تورو ‏           | 33                        |
| 4                                           | فيليكس جروس شارتنر        | لم يكمل السباق            |
| 5                                           | دومين نوفاك (طريق)        | لم يكمل السباق            |
| 6                                           | Florian Vermeersch ‏       | 18                        |
| 7                                           | تيم فيلانز                | 3                         |
| مدير الرياضة: Andrej Hauptman ‏, مانويل موري |                           |                           |

| Alpecin-Deceuninck ADC                            | Alpecin-Deceuninck ADC | Alpecin-Deceuninck ADC |
| ------------------------------------------------- | ---------------------- | ---------------------- |
| م                                                 | عداء                   | مرتبة                  |
| 11                                                | جياني فرميش            | 7                      |
| 12                                                | صموئيل غيز ‏            | لم يكمل السباق         |
| 13                                                | Gal Glivar ‏            | لم يكمل السباق         |
| 14                                                | كوينتن هيرمانز         | 15                     |
| 15                                                | شاندرو ميوريس          | لم يكمل السباق         |
| 16                                                | Johan Price-Pejtersen ‏ | لم يكمل السباق         |
| 17                                                | Emiel Verstrynge ‏      | لم يكمل السباق         |
| مدير الرياضة: Christoph Roodhooft ‏, جياني ميرسمان |                        |                        |

| Arkéa-B&B Hotels ARK                        | Arkéa-B&B Hotels ARK | Arkéa-B&B Hotels ARK |
| ------------------------------------------- | -------------------- | -------------------- |
| م                                           | عداء                 | مرتبة                |
| 21                                          | Kévin Vauquelin ‏     | 20                   |
| 22                                          | أنتوني ديلابلاسي     | 53                   |
| 23                                          | Louis Rouland ‏       | لم يكمل السباق       |
| 24                                          | Simon Guglielmi ‏     | 92                   |
| 25                                          | Mathis Le Berre ‏     | 80                   |
| 26                                          | Martin Tjøtta ‏       | 65                   |
| 27                                          | كليمان فنتوريني      | لم يكمل السباق       |
| مدير الرياضة: Yvon Ledanois ‏, Kévin Rinaldi‏ |                      |                      |

| Bahrain Victorious TBV                         | Bahrain Victorious TBV | Bahrain Victorious TBV |
| ---------------------------------------------- | ---------------------- | ---------------------- |
| م                                              | عداء                   | مرتبة                  |
| 31                                             | بيلو بلباو             | 5                      |
| 32                                             | Nicolò Buratti ‏        | 98                     |
| 33                                             | Afonso Eulálio ‏        | 46                     |
| 34                                             | ماتج موهوريك           | لم يبدأ                |
| 35                                             | أندريا باسكولون        | لم يكمل السباق         |
| 36                                             | روبرت ستانارد          | لم يكمل السباق         |
| 37                                             | Max van der Meulen ‏    | لم يكمل السباق         |
| مدير الرياضة: Gorazd Štangelj ‏, فرانكو بليزوتي |                        |                        |

| Cofidis COF                   | Cofidis COF                    | Cofidis COF    |
| ----------------------------- | ------------------------------ | -------------- |
| م                             | عداء                           | مرتبة          |
| 41                            | اليكس ارانبورو (طريق)          | 75             |
| 42                            | Valentin Ferron ‏               | لم يكمل السباق |
| 43                            | جون ازقيراي                    | 62             |
| 44                            | Jonathan Lastra ‏               | لم يكمل السباق |
| 45                            | Jan Maas (cyclist, born 1996) ‏ | 73             |
| 46                            | Paul Ourselin ‏                 | لم يكمل السباق |
| 47                            | ديلان تيونز                    | 37             |
| مدير الرياضة: , بنجن فرنانديز |                                |                |

| Decathlon-AG2R La Mondiale DAT           | Decathlon-AG2R La Mondiale DAT | Decathlon-AG2R La Mondiale DAT |
| ---------------------------------------- | ------------------------------ | ------------------------------ |
| م                                        | عداء                           | مرتبة                          |
| 51                                       | Bastien Tronchon ‏              | 26                             |
| 52                                       | Clément Berthet ‏               | لم يكمل السباق                 |
| 53                                       | Stan Dewulf ‏                   | لم يكمل السباق                 |
| 54                                       | Jordan Labrosse ‏               | 17                             |
| 55                                       | Noa Isidore ‏                   | 97                             |
| 56                                       | Nicolas Prodhomme ‏             | 91                             |
| 57                                       | أندريا فيندرام                 | 16                             |
| مدير الرياضة: Julien Jurdie ‏, لوك روبرتس |                                |                                |

| EF Education-EasyPost EFE                          | EF Education-EasyPost EFE | EF Education-EasyPost EFE |
| -------------------------------------------------- | ------------------------- | ------------------------- |
| م                                                  | عداء                      | مرتبة                     |
| 61                                                 | Ben Healy (cyclist) ‏      | 4                         |
| 62                                                 | ريتشارد كاراباز           | 78                        |
| 63                                                 | روي كوستا (طريق)          | لم يكمل السباق            |
| 64                                                 | ميكيل فروليش أونوريه      | 38                        |
| 65                                                 | آرشي ريان ‏                | لم يكمل السباق            |
| 66                                                 | جيمس شو                   | 67                        |
| 67                                                 | مايكل فالغرين             | 8                         |
| مدير الرياضة: خوان مانويل خارات, تجي فان جارد إرين |                           |                           |

| Groupama-FDJ GFC               | Groupama-FDJ GFC | Groupama-FDJ GFC |
| ------------------------------ | ---------------- | ---------------- |
| م                              | عداء             | مرتبة            |
| 71                             | فالنتين مادواس   | 39               |
| 72                             | Lewis Askey ‏     | 19               |
| 73                             | ديفيد جودو       | لم يكمل السباق   |
| 74                             | Lorenzo Germani ‏ | 55               |
| 75                             | رومان جريجوار    | 52               |
| 76                             | كوينتين باشر     | 76               |
| 77                             | Rémy Rochas ‏     | لم يكمل السباق   |
| مدير الرياضة: Jussi Veikkanen ‏ |                  |                  |

| Ineos Grenadiers IGD                       | Ineos Grenadiers IGD | Ineos Grenadiers IGD |
| ------------------------------------------ | -------------------- | -------------------- |
| م                                          | عداء                 | مرتبة                |
| 81                                         | ميكال كوياتكووسكي    | لم يكمل السباق       |
| 82                                         | Kim Heiduk ‏          | لم يكمل السباق       |
| 83                                         | سالفاتوري بوتشيو     | لم يكمل السباق       |
| 84                                         | براندون ريفيرا ‏      | 34                   |
| 85                                         | Artem Shmidt ‏        | لم يكمل السباق       |
| 86                                         | كونور سويفت          | 13                   |
| 87                                         | بن تورنر             | 56                   |
| مدير الرياضة: إيمانول إرفيتي, إيان ستانارد |                      |                      |

| Intermarché-Wanty IWA                                 | Intermarché-Wanty IWA | Intermarché-Wanty IWA |
| ----------------------------------------------------- | --------------------- | --------------------- |
| م                                                     | عداء                  | مرتبة                 |
| 91                                                    | Francesco Busatto ‏    | 48                    |
| 92                                                    | Louis Barré ‏          | 36                    |
| 93                                                    | Kamiel Bonneu ‏        | لم يكمل السباق        |
| 94                                                    | Kevin Colleoni ‏       | 58                    |
| 95                                                    | Tom Paquot ‏           | لم يكمل السباق        |
| 96                                                    | Simone Petilli ‏       | لم يكمل السباق        |
| 97                                                    | Alexy Faure Prost ‏    | لم يكمل السباق        |
| مدير الرياضة: Aike Visbeek ‏, Franky Van Haesebroucke ‏ |                       |                       |

| Israel-Premier Tech IPT                   | Israel-Premier Tech IPT | Israel-Premier Tech IPT |
| ----------------------------------------- | ----------------------- | ----------------------- |
| م                                         | عداء                    | مرتبة                   |
| 101                                       | جاكوب فوجلسانج          | 43                      |
| 102                                       | Joseph Blackmore ‏       | 30                      |
| 103                                       | سيمون كلارك             | 51                      |
| 104                                       | هوغو هول                | 54                      |
| 105                                       | كريستس نيولاندز         | لم يكمل السباق          |
| 106                                       | Nadav Raisberg ‏         | 93                      |
| 107                                       | Riley Sheehan ‏          | لم يكمل السباق          |
| مدير الرياضة: سام بولي, Francesco Frassi ‏ |                         |                         |

| Lidl-Trek LTK                             | Lidl-Trek LTK     | Lidl-Trek LTK  |
| ----------------------------------------- | ----------------- | -------------- |
| م                                         | عداء              | مرتبة          |
| 111                                       | Andrea Bagioli ‏   | لم يكمل السباق |
| 112                                       | باوك موليما       | 35             |
| 113                                       | Jacopo Mosca ‏     | لم يكمل السباق |
| 114                                       | Albert Philipsen ‏ | 25             |
| 115                                       | كوين سيمونز       | لم يكمل السباق |
| 116                                       | توم سكوجين        | 12             |
| 117                                       | Mathias Vacek ‏    | لم يكمل السباق |
| مدير الرياضة: كيم أندرسون, Adriano Baffi ‏ |                   |                |

| Lotto LOT                             | Lotto LOT            | Lotto LOT      |
| ------------------------------------- | -------------------- | -------------- |
| م                                     | عداء                 | مرتبة          |
| 121                                   | Lennert Van Eetvelt ‏ | 9              |
| 122                                   | Jarrad Drizners ‏     | لم يكمل السباق |
| 123                                   | Logan Currie ‏        | 82             |
| 124                                   | Arjen Livyns ‏        | 42             |
| 125                                   | إدواردو سيبولفيدا    | 79             |
| 126                                   | روبن تومسون          | 50             |
| 127                                   | يوناس غريغارد        | لم يكمل السباق |
| مدير الرياضة: ماريو آيرتس, مارك ووترس |                      |                |

| Movistar Team MOV          | Movistar Team MOV          | Movistar Team MOV |
| -------------------------- | -------------------------- | ----------------- |
| م                          | عداء                       | مرتبة             |
| 131                        | دافيد فورمولو              | 14                |
| 132                        | روبن جيريرو                | لم يكمل السباق    |
| 133                        | Carlos Canal ‏              | 64                |
| 134                        | دافيد سيمولاي              | لم يكمل السباق    |
| 135                        | Pelayo Sánchez ‏            | لم يكمل السباق    |
| 136                        | غونزالو سيرانو             | 71                |
| 137                        | Natnael Tesfatsion ‏ (طريق) | لم يكمل السباق    |
| مدير الرياضة: ماكس سياندري |                            |                   |

| فريق الدراجات Q36.5 ‏ Q36                          | فريق الدراجات Q36.5 ‏ Q36 | فريق الدراجات Q36.5 ‏ Q36 |
| ------------------------------------------------- | ------------------------ | ------------------------ |
| م                                                 | عداء                     | مرتبة                    |
| 141                                               | توم بيدكوك               | 2                        |
| 142                                               | Xabier Azparren ‏         | لم يكمل السباق           |
| 143                                               | جيانلوكا برامبيلا        | لم يكمل السباق           |
| 144                                               | Fabio Christen ‏          | 87                       |
| 145                                               | مارك دونوفان             | 27                       |
| 146                                               | Milan Vader ‏             | لم يكمل السباق           |
| 147                                               | Nickolas Zukowsky ‏       | لم يكمل السباق           |
| مدير الرياضة: Gabriele Missaglia ‏, Alex Sans Vega‏ |                          |                          |

| Red Bull-Bora-Hansgrohe RBH     | Red Bull-Bora-Hansgrohe RBH | Red Bull-Bora-Hansgrohe RBH |
| ------------------------------- | --------------------------- | --------------------------- |
| م                               | عداء                        | مرتبة                       |
| 151                             | Roger Adrià ‏                | 10                          |
| 152                             | يوناس كوخ                   | لم يكمل السباق              |
| 153                             | Filip Maciejuk ‏             | لم يكمل السباق              |
| 154                             | جياني موسكون                | لم يكمل السباق              |
| 155                             | Anton Palzer ‏               | لم يكمل السباق              |
| 156                             | جان تراتنيك                 | 60                          |
| 157                             | Tim van Dijke ‏              | لم يكمل السباق              |
| مدير الرياضة: إنريكو جاسباروتو, |                             |                             |

| Team Solution Tech–Vini Fantini ‏ TFT | Team Solution Tech–Vini Fantini ‏ TFT | Team Solution Tech–Vini Fantini ‏ TFT |
| ------------------------------------ | ------------------------------------ | ------------------------------------ |
| م                                    | عداء                                 | مرتبة                                |
| 161                                  | دافيد بالداكيني ‏                     | لم يكمل السباق                       |
| 162                                  | فاليريو كونتي                        | 72                                   |
| 163                                  | Andrea Piras ‏                        | لم يكمل السباق                       |
| 164                                  | Lorenzo Quartucci ‏                   | 66                                   |
| 165                                  | كريستيان سباراغلي                    | لم يكمل السباق                       |
| 166                                  | Arnaud Tissières ‏                    | لم يكمل السباق                       |
| 167                                  | Kyrylo Tsarenko ‏                     | 83                                   |
| مدير الرياضة: Marco Zamparella ‏      |                                      |                                      |

| Soudal Quick-Step SOQ                          | Soudal Quick-Step SOQ | Soudal Quick-Step SOQ |
| ---------------------------------------------- | --------------------- | --------------------- |
| م                                              | عداء                  | مرتبة                 |
| 171                                            | مايكل اندا            | 11                    |
| 172                                            | ماتيا كاتانيو         | 29                    |
| 173                                            | Gianmarco Garofoli ‏   | 45                    |
| 174                                            | Pepijn Reinderink ‏    | 59                    |
| 175                                            | بيتر سيري             | لم يكمل السباق        |
| 176                                            | Mauri Vansevenant ‏    | 84                    |
| 177                                            | Louis Vervaeke ‏       | لم يكمل السباق        |
| مدير الرياضة: Davide Bramati ‏, Klaas Lodewyck ‏ |                       |                       |

| Team Jayco AlUla JAY                   | Team Jayco AlUla JAY | Team Jayco AlUla JAY |
| -------------------------------------- | -------------------- | -------------------- |
| م                                      | عداء                 | مرتبة                |
| 181                                    | فيليبو زانا          | 47                   |
| 182                                    | أليساندرو دي مارشي   | لم يكمل السباق       |
| 183                                    | Davide De Pretto ‏    | لم يكمل السباق       |
| 184                                    | فيليكس إنغلهارت      | 57                   |
| 185                                    | Anders Foldager ‏     | 31                   |
| 186                                    | Alan Hatherly ‏       | لم يكمل السباق       |
| 187                                    | Asbjørn Hellemose ‏   | 86                   |
| مدير الرياضة: فاليريو بيفا, أندرو سميث‏ |                      |                      |

| Team Picnic-PostNL TPP         | Team Picnic-PostNL TPP | Team Picnic-PostNL TPP |
| ------------------------------ | ---------------------- | ---------------------- |
| م                              | عداء                   | مرتبة                  |
| 191                            | Kevin Vermaerke ‏       | لم يكمل السباق         |
| 192                            | رومان كومبو            | لم يكمل السباق         |
| 193                            | Robbe Dhondt ‏          | لم يكمل السباق         |
| 194                            | كريس هاميلتون          | 44                     |
| 195                            | Bjoern Koerdt ‏         | 77                     |
| 196                            | Max Poole ‏             | لم يكمل السباق         |
| 197                            | فرانك فان دن بروك ‏     | 88                     |
| مدير الرياضة: Matthew Winston‏, |                        |                        |

| إيولو كوميت ‏ PTV                                | إيولو كوميت ‏ PTV     | إيولو كوميت ‏ PTV |
| ----------------------------------------------- | -------------------- | ---------------- |
| م                                               | عداء                 | مرتبة            |
| 201                                             | Mattia Bais ‏         | 81               |
| 202                                             | Davide De Cassan ‏    | 89               |
| 203                                             | Álex Martín ‏         | لم يكمل السباق   |
| 204                                             | ITA                  | لم يكمل السباق   |
| 205                                             | ESP                  | لم يكمل السباق   |
| 206                                             | Diego Pablo Sevilla ‏ | لم يكمل السباق   |
| 207                                             | Samuele Zoccarato ‏   | 49               |
| مدير الرياضة: Stefano Zanatta ‏, Giovanni Ellena‏ |                      |                  |

| Team Visma \| Lease a Bike TVL           | Team Visma \| Lease a Bike TVL | Team Visma \| Lease a Bike TVL |
| ---------------------------------------- | ------------------------------ | ------------------------------ |
| م                                        | عداء                           | مرتبة                          |
| 211                                      | أتيلا فالتر (طريق)             | 22                             |
| 212                                      | Tijmen Graat ‏                  | 90                             |
| 213                                      | Menno Huising ‏                 | لم يكمل السباق                 |
| 214                                      | Jørgen Nordhagen ‏              | 85                             |
| 215                                      | Ben Tulett ‏                    | 61                             |
| 216                                      | توش فان دير ساندي              | لم يكمل السباق                 |
| 217                                      | جوليان فيرموت                  | لم يكمل السباق                 |
| مدير الرياضة: يسبر موركوف ‏, مارتن ينانتس |                                |                                |

| سويس ريسينغ أكادمي ‏ TUD                     | سويس ريسينغ أكادمي ‏ TUD | سويس ريسينغ أكادمي ‏ TUD |
| ------------------------------------------- | ----------------------- | ----------------------- |
| م                                           | عداء                    | مرتبة                   |
| 221                                         | مارك هيرشي              | 24                      |
| 222                                         | Larry Warbasse ‏         | 74                      |
| 223                                         | جاكوب أريكسون ‏ (طريق)   | 96                      |
| 224                                         | Roland Thalmann ‏        | لم يكمل السباق          |
| 225                                         | Yannis Voisard ‏         | 69                      |
| 226                                         | Fabian Weiss (cyclist) ‏ | 32                      |
| 227                                         | Hannes Wilksch ‏         | 94                      |
| مدير الرياضة: ماتيو توساتو, Marcel Sieberg ‏ |                         |                         |

| أونو-إكس موبيليتي ‏ UXM               | أونو-إكس موبيليتي ‏ UXM      | أونو-إكس موبيليتي ‏ UXM |
| ------------------------------------ | --------------------------- | ---------------------- |
| م                                    | عداء                        | مرتبة                  |
| 231                                  | ماغنوس كورت نيلسن           | 6                      |
| 232                                  | Martin Urianstad ‏           | 70                     |
| 233                                  | Fredrik Dversnes ‏           | 21                     |
| 234                                  | Ådne Holter ‏                | 95                     |
| 235                                  | Anders Halland Johannessen ‏ | 28                     |
| 236                                  | توبياس هالاند يوهانسن       | 23                     |
| 237                                  | William Blume Levy ‏         | 68                     |
| مدير الرياضة: جبريل راش, إميل فينجبو |                             |                        |

| XDS Astana Team XAT                         | XDS Astana Team XAT | XDS Astana Team XAT |
| ------------------------------------------- | ------------------- | ------------------- |
| م                                           | عداء                | مرتبة               |
| 241                                         | ألبرتو بيتول (طريق) | لم يكمل السباق      |
| 242                                         | Alessandro Romele ‏  | 63                  |
| 243                                         | كريستيان سكاروني ‏   | لم يكمل السباق      |
| 244                                         | Ide Schelling ‏      | لم يكمل السباق      |
| 245                                         | Davide Toneatti ‏    | 40                  |
| 246                                         | دييغو يليسي         | لم يكمل السباق      |
| 247                                         | بيترو فيلاسكو       | 41                  |
| مدير الرياضة: ستيفانو زانيني, داريو كاتالدو |                     |                     |

| UAE Team Emirates XRG UAD                   | UAE Team Emirates XRG UAD | UAE Team Emirates XRG UAD |
| ------------------------------------------- | ------------------------- | ------------------------- |
| م                                           | عداء                      | مرتبة                     |
| 1                                           | تادي بوجار (طريق)         | 1                         |
| 2                                           | فيليبو بارونسيني          | لم يكمل السباق            |
| 3                                           | إسحاق ديل تورو ‏           | 33                        |
| 4                                           | فيليكس جروس شارتنر        | لم يكمل السباق            |
| 5                                           | دومين نوفاك (طريق)        | لم يكمل السباق            |
| 6                                           | Florian Vermeersch ‏       | 18                        |
| 7                                           | تيم فيلانز                | 3                         |
| مدير الرياضة: Andrej Hauptman ‏, مانويل موري |                           |                           |

| Alpecin-Deceuninck ADC                            | Alpecin-Deceuninck ADC | Alpecin-Deceuninck ADC |
| ------------------------------------------------- | ---------------------- | ---------------------- |
| م                                                 | عداء                   | مرتبة                  |
| 11                                                | جياني فرميش            | 7                      |
| 12                                                | صموئيل غيز ‏            | لم يكمل السباق         |
| 13                                                | Gal Glivar ‏            | لم يكمل السباق         |
| 14                                                | كوينتن هيرمانز         | 15                     |
| 15                                                | شاندرو ميوريس          | لم يكمل السباق         |
| 16                                                | Johan Price-Pejtersen ‏ | لم يكمل السباق         |
| 17                                                | Emiel Verstrynge ‏      | لم يكمل السباق         |
| مدير الرياضة: Christoph Roodhooft ‏, جياني ميرسمان |                        |                        |

| Arkéa-B&B Hotels ARK                        | Arkéa-B&B Hotels ARK | Arkéa-B&B Hotels ARK |
| ------------------------------------------- | -------------------- | -------------------- |
| م                                           | عداء                 | مرتبة                |
| 21                                          | Kévin Vauquelin ‏     | 20                   |
| 22                                          | أنتوني ديلابلاسي     | 53                   |
| 23                                          | Louis Rouland ‏       | لم يكمل السباق       |
| 24                                          | Simon Guglielmi ‏     | 92                   |
| 25                                          | Mathis Le Berre ‏     | 80                   |
| 26                                          | Martin Tjøtta ‏       | 65                   |
| 27                                          | كليمان فنتوريني      | لم يكمل السباق       |
| مدير الرياضة: Yvon Ledanois ‏, Kévin Rinaldi‏ |                      |                      |

| Bahrain Victorious TBV                         | Bahrain Victorious TBV | Bahrain Victorious TBV |
| ---------------------------------------------- | ---------------------- | ---------------------- |
| م                                              | عداء                   | مرتبة                  |
| 31                                             | بيلو بلباو             | 5                      |
| 32                                             | Nicolò Buratti ‏        | 98                     |
| 33                                             | Afonso Eulálio ‏        | 46                     |
| 34                                             | ماتج موهوريك           | لم يبدأ                |
| 35                                             | أندريا باسكولون        | لم يكمل السباق         |
| 36                                             | روبرت ستانارد          | لم يكمل السباق         |
| 37                                             | Max van der Meulen ‏    | لم يكمل السباق         |
| مدير الرياضة: Gorazd Štangelj ‏, فرانكو بليزوتي |                        |                        |

| Cofidis COF                   | Cofidis COF                    | Cofidis COF    |
| ----------------------------- | ------------------------------ | -------------- |
| م                             | عداء                           | مرتبة          |
| 41                            | اليكس ارانبورو (طريق)          | 75             |
| 42                            | Valentin Ferron ‏               | لم يكمل السباق |
| 43                            | جون ازقيراي                    | 62             |
| 44                            | Jonathan Lastra ‏               | لم يكمل السباق |
| 45                            | Jan Maas (cyclist, born 1996) ‏ | 73             |
| 46                            | Paul Ourselin ‏                 | لم يكمل السباق |
| 47                            | ديلان تيونز                    | 37             |
| مدير الرياضة: , بنجن فرنانديز |                                |                |

| Decathlon-AG2R La Mondiale DAT           | Decathlon-AG2R La Mondiale DAT | Decathlon-AG2R La Mondiale DAT |
| ---------------------------------------- | ------------------------------ | ------------------------------ |
| م                                        | عداء                           | مرتبة                          |
| 51                                       | Bastien Tronchon ‏              | 26                             |
| 52                                       | Clément Berthet ‏               | لم يكمل السباق                 |
| 53                                       | Stan Dewulf ‏                   | لم يكمل السباق                 |
| 54                                       | Jordan Labrosse ‏               | 17                             |
| 55                                       | Noa Isidore ‏                   | 97                             |
| 56                                       | Nicolas Prodhomme ‏             | 91                             |
| 57                                       | أندريا فيندرام                 | 16                             |
| مدير الرياضة: Julien Jurdie ‏, لوك روبرتس |                                |                                |

| EF Education-EasyPost EFE                          | EF Education-EasyPost EFE | EF Education-EasyPost EFE |
| -------------------------------------------------- | ------------------------- | ------------------------- |
| م                                                  | عداء                      | مرتبة                     |
| 61                                                 | Ben Healy (cyclist) ‏      | 4                         |
| 62                                                 | ريتشارد كاراباز           | 78                        |
| 63                                                 | روي كوستا (طريق)          | لم يكمل السباق            |
| 64                                                 | ميكيل فروليش أونوريه      | 38                        |
| 65                                                 | آرشي ريان ‏                | لم يكمل السباق            |
| 66                                                 | جيمس شو                   | 67                        |
| 67                                                 | مايكل فالغرين             | 8                         |
| مدير الرياضة: خوان مانويل خارات, تجي فان جارد إرين |                           |                           |

| Groupama-FDJ GFC               | Groupama-FDJ GFC | Groupama-FDJ GFC |
| ------------------------------ | ---------------- | ---------------- |
| م                              | عداء             | مرتبة            |
| 71                             | فالنتين مادواس   | 39               |
| 72                             | Lewis Askey ‏     | 19               |
| 73                             | ديفيد جودو       | لم يكمل السباق   |
| 74                             | Lorenzo Germani ‏ | 55               |
| 75                             | رومان جريجوار    | 52               |
| 76                             | كوينتين باشر     | 76               |
| 77                             | Rémy Rochas ‏     | لم يكمل السباق   |
| مدير الرياضة: Jussi Veikkanen ‏ |                  |                  |

| Ineos Grenadiers IGD                       | Ineos Grenadiers IGD | Ineos Grenadiers IGD |
| ------------------------------------------ | -------------------- | -------------------- |
| م                                          | عداء                 | مرتبة                |
| 81                                         | ميكال كوياتكووسكي    | لم يكمل السباق       |
| 82                                         | Kim Heiduk ‏          | لم يكمل السباق       |
| 83                                         | سالفاتوري بوتشيو     | لم يكمل السباق       |
| 84                                         | براندون ريفيرا ‏      | 34                   |
| 85                                         | Artem Shmidt ‏        | لم يكمل السباق       |
| 86                                         | كونور سويفت          | 13                   |
| 87                                         | بن تورنر             | 56                   |
| مدير الرياضة: إيمانول إرفيتي, إيان ستانارد |                      |                      |

| Intermarché-Wanty IWA                                 | Intermarché-Wanty IWA | Intermarché-Wanty IWA |
| ----------------------------------------------------- | --------------------- | --------------------- |
| م                                                     | عداء                  | مرتبة                 |
| 91                                                    | Francesco Busatto ‏    | 48                    |
| 92                                                    | Louis Barré ‏          | 36                    |
| 93                                                    | Kamiel Bonneu ‏        | لم يكمل السباق        |
| 94                                                    | Kevin Colleoni ‏       | 58                    |
| 95                                                    | Tom Paquot ‏           | لم يكمل السباق        |
| 96                                                    | Simone Petilli ‏       | لم يكمل السباق        |
| 97                                                    | Alexy Faure Prost ‏    | لم يكمل السباق        |
| مدير الرياضة: Aike Visbeek ‏, Franky Van Haesebroucke ‏ |                       |                       |

| Israel-Premier Tech IPT                   | Israel-Premier Tech IPT | Israel-Premier Tech IPT |
| ----------------------------------------- | ----------------------- | ----------------------- |
| م                                         | عداء                    | مرتبة                   |
| 101                                       | جاكوب فوجلسانج          | 43                      |
| 102                                       | Joseph Blackmore ‏       | 30                      |
| 103                                       | سيمون كلارك             | 51                      |
| 104                                       | هوغو هول                | 54                      |
| 105                                       | كريستس نيولاندز         | لم يكمل السباق          |
| 106                                       | Nadav Raisberg ‏         | 93                      |
| 107                                       | Riley Sheehan ‏          | لم يكمل السباق          |
| مدير الرياضة: سام بولي, Francesco Frassi ‏ |                         |                         |

| Lidl-Trek LTK                             | Lidl-Trek LTK     | Lidl-Trek LTK  |
| ----------------------------------------- | ----------------- | -------------- |
| م                                         | عداء              | مرتبة          |
| 111                                       | Andrea Bagioli ‏   | لم يكمل السباق |
| 112                                       | باوك موليما       | 35             |
| 113                                       | Jacopo Mosca ‏     | لم يكمل السباق |
| 114                                       | Albert Philipsen ‏ | 25             |
| 115                                       | كوين سيمونز       | لم يكمل السباق |
| 116                                       | توم سكوجين        | 12             |
| 117                                       | Mathias Vacek ‏    | لم يكمل السباق |
| مدير الرياضة: كيم أندرسون, Adriano Baffi ‏ |                   |                |

| Lotto LOT                             | Lotto LOT            | Lotto LOT      |
| ------------------------------------- | -------------------- | -------------- |
| م                                     | عداء                 | مرتبة          |
| 121                                   | Lennert Van Eetvelt ‏ | 9              |
| 122                                   | Jarrad Drizners ‏     | لم يكمل السباق |
| 123                                   | Logan Currie ‏        | 82             |
| 124                                   | Arjen Livyns ‏        | 42             |
| 125                                   | إدواردو سيبولفيدا    | 79             |
| 126                                   | روبن تومسون          | 50             |
| 127                                   | يوناس غريغارد        | لم يكمل السباق |
| مدير الرياضة: ماريو آيرتس, مارك ووترس |                      |                |

| Movistar Team MOV          | Movistar Team MOV          | Movistar Team MOV |
| -------------------------- | -------------------------- | ----------------- |
| م                          | عداء                       | مرتبة             |
| 131                        | دافيد فورمولو              | 14                |
| 132                        | روبن جيريرو                | لم يكمل السباق    |
| 133                        | Carlos Canal ‏              | 64                |
| 134                        | دافيد سيمولاي              | لم يكمل السباق    |
| 135                        | Pelayo Sánchez ‏            | لم يكمل السباق    |
| 136                        | غونزالو سيرانو             | 71                |
| 137                        | Natnael Tesfatsion ‏ (طريق) | لم يكمل السباق    |
| مدير الرياضة: ماكس سياندري |                            |                   |

| فريق الدراجات Q36.5 ‏ Q36                          | فريق الدراجات Q36.5 ‏ Q36 | فريق الدراجات Q36.5 ‏ Q36 |
| ------------------------------------------------- | ------------------------ | ------------------------ |
| م                                                 | عداء                     | مرتبة                    |
| 141                                               | توم بيدكوك               | 2                        |
| 142                                               | Xabier Azparren ‏         | لم يكمل السباق           |
| 143                                               | جيانلوكا برامبيلا        | لم يكمل السباق           |
| 144                                               | Fabio Christen ‏          | 87                       |
| 145                                               | مارك دونوفان             | 27                       |
| 146                                               | Milan Vader ‏             | لم يكمل السباق           |
| 147                                               | Nickolas Zukowsky ‏       | لم يكمل السباق           |
| مدير الرياضة: Gabriele Missaglia ‏, Alex Sans Vega‏ |                          |                          |

| Red Bull-Bora-Hansgrohe RBH     | Red Bull-Bora-Hansgrohe RBH | Red Bull-Bora-Hansgrohe RBH |
| ------------------------------- | --------------------------- | --------------------------- |
| م                               | عداء                        | مرتبة                       |
| 151                             | Roger Adrià ‏                | 10                          |
| 152                             | يوناس كوخ                   | لم يكمل السباق              |
| 153                             | Filip Maciejuk ‏             | لم يكمل السباق              |
| 154                             | جياني موسكون                | لم يكمل السباق              |
| 155                             | Anton Palzer ‏               | لم يكمل السباق              |
| 156                             | جان تراتنيك                 | 60                          |
| 157                             | Tim van Dijke ‏              | لم يكمل السباق              |
| مدير الرياضة: إنريكو جاسباروتو, |                             |                             |

| Team Solution Tech–Vini Fantini ‏ TFT | Team Solution Tech–Vini Fantini ‏ TFT | Team Solution Tech–Vini Fantini ‏ TFT |
| ------------------------------------ | ------------------------------------ | ------------------------------------ |
| م                                    | عداء                                 | مرتبة                                |
| 161                                  | دافيد بالداكيني ‏                     | لم يكمل السباق                       |
| 162                                  | فاليريو كونتي                        | 72                                   |
| 163                                  | Andrea Piras ‏                        | لم يكمل السباق                       |
| 164                                  | Lorenzo Quartucci ‏                   | 66                                   |
| 165                                  | كريستيان سباراغلي                    | لم يكمل السباق                       |
| 166                                  | Arnaud Tissières ‏                    | لم يكمل السباق                       |
| 167                                  | Kyrylo Tsarenko ‏                     | 83                                   |
| مدير الرياضة: Marco Zamparella ‏      |                                      |                                      |

| Soudal Quick-Step SOQ                          | Soudal Quick-Step SOQ | Soudal Quick-Step SOQ |
| ---------------------------------------------- | --------------------- | --------------------- |
| م                                              | عداء                  | مرتبة                 |
| 171                                            | مايكل اندا            | 11                    |
| 172                                            | ماتيا كاتانيو         | 29                    |
| 173                                            | Gianmarco Garofoli ‏   | 45                    |
| 174                                            | Pepijn Reinderink ‏    | 59                    |
| 175                                            | بيتر سيري             | لم يكمل السباق        |
| 176                                            | Mauri Vansevenant ‏    | 84                    |
| 177                                            | Louis Vervaeke ‏       | لم يكمل السباق        |
| مدير الرياضة: Davide Bramati ‏, Klaas Lodewyck ‏ |                       |                       |

| Team Jayco AlUla JAY                   | Team Jayco AlUla JAY | Team Jayco AlUla JAY |
| -------------------------------------- | -------------------- | -------------------- |
| م                                      | عداء                 | مرتبة                |
| 181                                    | فيليبو زانا          | 47                   |
| 182                                    | أليساندرو دي مارشي   | لم يكمل السباق       |
| 183                                    | Davide De Pretto ‏    | لم يكمل السباق       |
| 184                                    | فيليكس إنغلهارت      | 57                   |
| 185                                    | Anders Foldager ‏     | 31                   |
| 186                                    | Alan Hatherly ‏       | لم يكمل السباق       |
| 187                                    | Asbjørn Hellemose ‏   | 86                   |
| مدير الرياضة: فاليريو بيفا, أندرو سميث‏ |                      |                      |

| Team Picnic-PostNL TPP         | Team Picnic-PostNL TPP | Team Picnic-PostNL TPP |
| ------------------------------ | ---------------------- | ---------------------- |
| م                              | عداء                   | مرتبة                  |
| 191                            | Kevin Vermaerke ‏       | لم يكمل السباق         |
| 192                            | رومان كومبو            | لم يكمل السباق         |
| 193                            | Robbe Dhondt ‏          | لم يكمل السباق         |
| 194                            | كريس هاميلتون          | 44                     |
| 195                            | Bjoern Koerdt ‏         | 77                     |
| 196                            | Max Poole ‏             | لم يكمل السباق         |
| 197                            | فرانك فان دن بروك ‏     | 88                     |
| مدير الرياضة: Matthew Winston‏, |                        |                        |

| إيولو كوميت ‏ PTV                                | إيولو كوميت ‏ PTV     | إيولو كوميت ‏ PTV |
| ----------------------------------------------- | -------------------- | ---------------- |
| م                                               | عداء                 | مرتبة            |
| 201                                             | Mattia Bais ‏         | 81               |
| 202                                             | Davide De Cassan ‏    | 89               |
| 203                                             | Álex Martín ‏         | لم يكمل السباق   |
| 204                                             | ITA                  | لم يكمل السباق   |
| 205                                             | ESP                  | لم يكمل السباق   |
| 206                                             | Diego Pablo Sevilla ‏ | لم يكمل السباق   |
| 207                                             | Samuele Zoccarato ‏   | 49               |
| مدير الرياضة: Stefano Zanatta ‏, Giovanni Ellena‏ |                      |                  |

| Team Visma \| Lease a Bike TVL           | Team Visma \| Lease a Bike TVL | Team Visma \| Lease a Bike TVL |
| ---------------------------------------- | ------------------------------ | ------------------------------ |
| م                                        | عداء                           | مرتبة                          |
| 211                                      | أتيلا فالتر (طريق)             | 22                             |
| 212                                      | Tijmen Graat ‏                  | 90                             |
| 213                                      | Menno Huising ‏                 | لم يكمل السباق                 |
| 214                                      | Jørgen Nordhagen ‏              | 85                             |
| 215                                      | Ben Tulett ‏                    | 61                             |
| 216                                      | توش فان دير ساندي              | لم يكمل السباق                 |
| 217                                      | جوليان فيرموت                  | لم يكمل السباق                 |
| مدير الرياضة: يسبر موركوف ‏, مارتن ينانتس |                                |                                |

| سويس ريسينغ أكادمي ‏ TUD                     | سويس ريسينغ أكادمي ‏ TUD | سويس ريسينغ أكادمي ‏ TUD |
| ------------------------------------------- | ----------------------- | ----------------------- |
| م                                           | عداء                    | مرتبة                   |
| 221                                         | مارك هيرشي              | 24                      |
| 222                                         | Larry Warbasse ‏         | 74                      |
| 223                                         | جاكوب أريكسون ‏ (طريق)   | 96                      |
| 224                                         | Roland Thalmann ‏        | لم يكمل السباق          |
| 225                                         | Yannis Voisard ‏         | 69                      |
| 226                                         | Fabian Weiss (cyclist) ‏ | 32                      |
| 227                                         | Hannes Wilksch ‏         | 94                      |
| مدير الرياضة: ماتيو توساتو, Marcel Sieberg ‏ |                         |                         |

| أونو-إكس موبيليتي ‏ UXM               | أونو-إكس موبيليتي ‏ UXM      | أونو-إكس موبيليتي ‏ UXM |
| ------------------------------------ | --------------------------- | ---------------------- |
| م                                    | عداء                        | مرتبة                  |
| 231                                  | ماغنوس كورت نيلسن           | 6                      |
| 232                                  | Martin Urianstad ‏           | 70                     |
| 233                                  | Fredrik Dversnes ‏           | 21                     |
| 234                                  | Ådne Holter ‏                | 95                     |
| 235                                  | Anders Halland Johannessen ‏ | 28                     |
| 236                                  | توبياس هالاند يوهانسن       | 23                     |
| 237                                  | William Blume Levy ‏         | 68                     |
| مدير الرياضة: جبريل راش, إميل فينجبو |                             |                        |

| XDS Astana Team XAT                         | XDS Astana Team XAT | XDS Astana Team XAT |
| ------------------------------------------- | ------------------- | ------------------- |
| م                                           | عداء                | مرتبة               |
| 241                                         | ألبرتو بيتول (طريق) | لم يكمل السباق      |
| 242                                         | Alessandro Romele ‏  | 63                  |
| 243                                         | كريستيان سكاروني ‏   | لم يكمل السباق      |
| 244                                         | Ide Schelling ‏      | لم يكمل السباق      |
| 245                                         | Davide Toneatti ‏    | 40                  |
| 246                                         | دييغو يليسي         | لم يكمل السباق      |
| 247                                         | بيترو فيلاسكو       | 41                  |
| مدير الرياضة: ستيفانو زانيني, داريو كاتالدو |                     |                     |

## التصنيف العام النهائي
| التصنيف العام         | التصنيف العام        | التصنيف العام                         | التصنيف العام | التصنيف العام |
| العداء                | العداء               | الفريق                                | الوقت         |               |
| --------------------- | -------------------- | ------------------------------------- | ------------- | ------------- |
| 1                     | تادي بوجار           | فريق الإمارات                         | 5 س 13 د 58 ث |               |
| 2                     | توم بيدكوك           | فريق الدراجات Q36.5 ‏                  | + 1 د 24 ث    |               |
| 3                     | تيم فيلانز           | فريق الإمارات                         | + 2 د 12 ث    |               |
| 4                     | Ben Healy (cyclist) ‏ | إي أف إديوكيشن نيبو                   | + 3 د 23 ث    |               |
| 5                     | بيلو بلباو           | فريق البحرين ميريدا للدراجات الهوائية | + 4 د 20 ث    |               |
| 6                     | ماغنوس كورت نيلسن    | أونو-إكس موبيليتي ‏                    | + 4 د 26 ث    |               |
| 7                     | جياني فرميش          | البيسين فينيكس                        | + 4 د 29 ث    |               |
| 8                     | مايكل فالغرين        | إي أف إديوكيشن نيبو                   | + 4 د 37 ث    |               |
| 9                     | Lennert Van Eetvelt ‏ | لوتو سودال                            | + 4 د 47 ث    |               |
| 10                    | Roger Adrià ‏         | بورا–هانسغروه                         | + 5 د 06 ث    |               |
|                       |                      |                                       |               |               |
| مصدر: ProCyclingStats |                      |                                       |               |               |

## وصلات خارجية
- الموقع الرسمي
- لمحة عن سباق ستراد بينك 2025 على موقع  ProCyclingStats   (برو  سايكلنج  ستاتس) - إحصاءات  محترفي  الدراجات.

- ستراد بينك 2025 على موقع إحصائيات الدراجات الإحترافية (الإنجليزية)